# Peter Ölvecký
Peter Ölvecký (ur. 11 października 1985 w Nowych Zamkach) – słowacki hokeista, reprezentant Słowacji, dwukrotny olimpijczyk.

## Kariera
- HC Dukla Trenczyn U20 (2003-2005)
- HC Dukla Trenczyn (2003-2005)
  -  ŠHK 37 Piešťany (2005)
- Houston Aeros (2005-2009)
- Minnesota Wild (2008-2009)
- Milwaukee Admirals (2009-2010)
- Nashville Predators (2010)
- Manitoba Moose (2010)
- HC Dukla Trenczyn (2010-2011)
- KalPa (2011)
- HC Lev Poprad (2011)
- Växjö (2012)
- Slovan Bratysława (2012-2015)
- HK Dukla Trenczyn (2015)
- HC Vítkovice (2015)
- Piráti Chomutov (2015-2016)
- HK Dukla Trenczyn (2016-2019)

Karierę rozpoczynał Dukli Trenczyn. W drafcie NHL z 2004 został wybrany przez Minnesota Wild. W latach 2005–2009 występował w drużynie Houston Aeros w lidze AHL. W rozgrywkach NHL zagrał w jednym sezonie 2008/2009 w barwach Minnesota Wild. W 2010 roku powrócił do Europy. Od września 2012 zawodnik Slovana Bratysława. W marcu 2014 przedłużył kontrakt do 2017. Zwolniony z klubu w lipcu 2015. W 2015 został zawodnikiem macierzystej Dukli Trenczyn. Od listopada do grudnia 2015 zawodnik HC Vítkovice. Od grudnia 2015 do kwietnia 2016 zawodnik Piráti Chomutov. Od września 2016 ponownie zawodnik macierzystej Dukli Trenczyn. Po sezonie 2018/2019 ogłosił zakończenie kariery.
Uczestniczył w turniejach mistrzostw świata edycji 2009, 2013 oraz zimowych igrzysk olimpijskich 2014, 2018.

## Sukcesy
Klubowe
- Złoty medal mistrzostw Słowacji: 2004 z Duklą Trenczyn

Indywidualne
- Mistrzostwa Świata w Hokeju na Lodzie 2009/Elita:
  - Pierwsze miejsce w klasyfikacji skuteczności wygrywanych wznowień: 69.09%